# Aga Khan Ier
Aga Khan Ier est le titre donné à Hassan Ali Shah, né vers 1800 à Kohak en Iran et mort en avril 1881 à Bombay en Inde,. Il était le 46e imam des ismaéliens nizârites.

## Biographie
Il est le fils de Khalil Allah III, 45e imam ismaélien nizarite, qui résidait à Kehk, près de Qom et fut assassiné à Yezd en 1817. Cet imam était vénéré quasiment comme un Dieu jusqu'en Inde par ses fidèles, qui lui attribuaient des miracles et le couvraient de dons.
Ce premier titre d'Aga Khan lui est donné en 1818 par le chah de Perse Fath Ali Shah Qajar, dont il épouse la fille Sarv-i Jahan Khanum. Il est connu sous le nom de Agha Khan Mahalati, du nom de ces domaines de Mahallat. Il quitte la Perse après une tentative de coup d'État contre le shah et s'installe à Bombay, en Inde, où il devient le chef attitré de la communauté ismaélienne des Khodjas. Il est le père de l'Aga Khan II.
Il est inhumé dans un sanctuaire à Hasanabad à Bombay en Inde.

## Titulature
- 1800 - 1817 : Hassan Ali Shah (naissance) ;
- 1817 - 1877 : Aga Khan Ier ;
- 1877 - 12 avril 1881 : Son Altesse l'Aga Khan Ier.

Le prédicat d'altesse est accordé en 1877 par la reine Victoria du Royaume-Uni à l'imam des Ismaéliens au nom de l'Empire britannique.

### Source
- Bernard Lewis, à propos des ismaéliens dans son livre Les Assassins -Terrorisme et politique dans l'islam médiéval (Stratégies- Berger-Levrault, 1982)